# Pedro Inchauspe
Pedro Inchauspe (5 de junio de 1896, Laboulaye, Córdoba, Argentina- 31 de julio de 1957, Laboulaye) fue un periodista, escritor y maestro vasco-argentino. Se especializó en temas gauchescos y cuentos infantiles.
Penúltimo hijo de Dominga Lamothe y Juan de Inchauspe, vascos de Iparralde (País Vasco francés) emigrados a Uruguay y luego a Entre Ríos y Córdoba.
Hizo sus estudios primarios y secundarios de magisterio en Buenos Aires y una vez recibido de maestro viajó a Chubut a alfabetizar a los indígenas. 
Ejerció la docencia de 1928 a 1951. Regresó a su pueblo tras cuarenta y dos años de ausencia.
En sus cuentos infantiles insertó la tradición argentina en la ambientación, personajes y lenguaje gauchesco anteponiendo el poder transformador de la educación, convirtiéndose en clásico de la literatura escolar.

## Publicaciones
- Contramarca (1927)
- Vueltatrás y otros cuentos infantiles (1935)(Premio La Prensa)
- Allá en el Sur(1939)
- Voces y costumbres del campo argentino (1942) (Premio Comisión Nacional de Cultura)
- San Martín, el maestro (1947)
- Diccionario de Martín Fierro (1953)
- La Tradición y el Gaucho (1956, Editorial Kraft) (2008) ISBN 0554934434 | ISBN 9780554934433